# Armande Félice de La Porte Mazarin

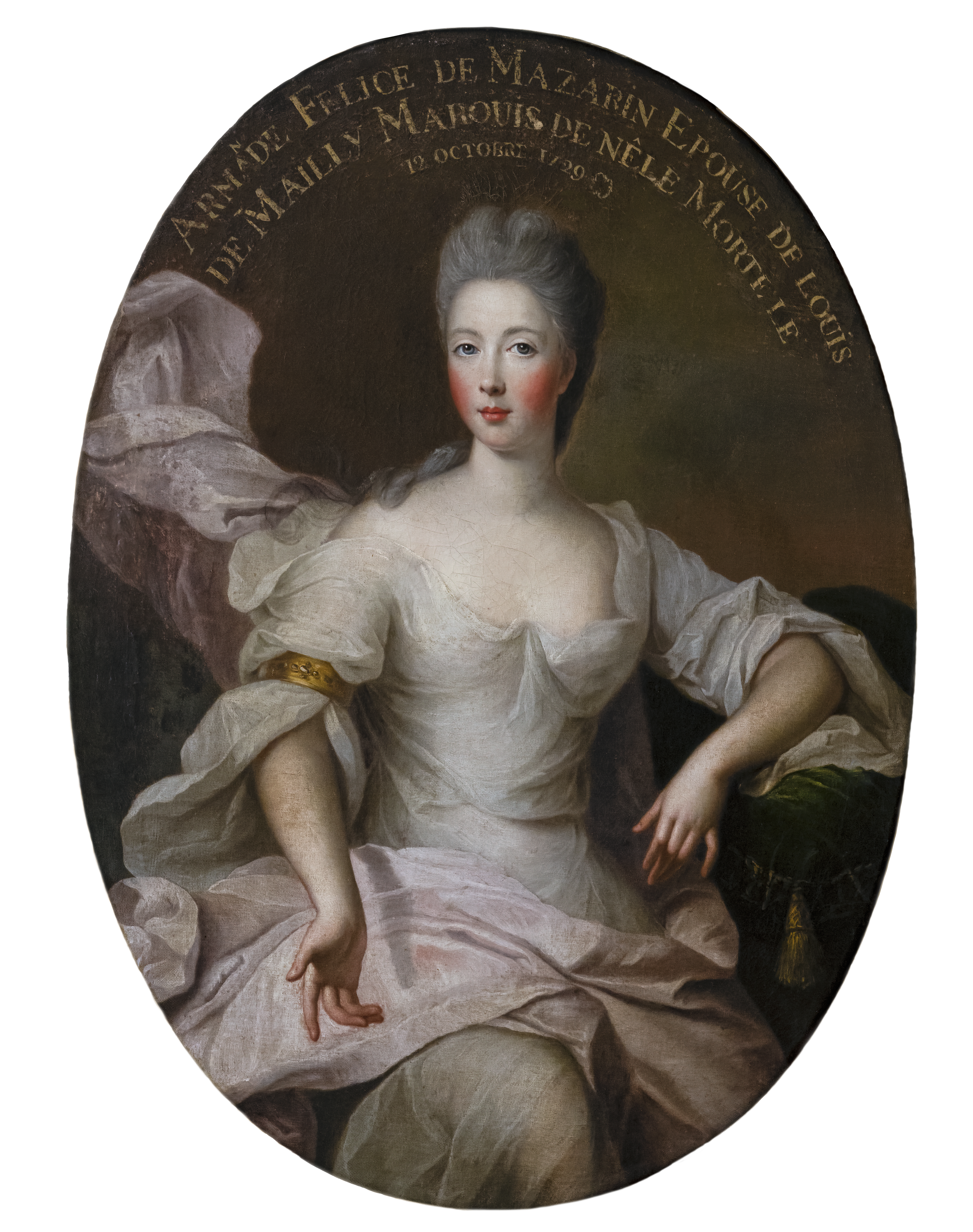
Pierre Gobert, Porträt von Armande-Félice de Mazarin, Marquise de Mailly, um 1715, Musée des Beaux-Arts d’Agen

Armande Félice de La Porte Mazarin (* 3. September 1691; † 12. Oktober 1729 in Versailles im Kindbett) ist die Enkelin von Hortensia Mancini und die Urgroßnichte von Kardinal Mazarin. Sie ist bekannt als Geliebte des Herzogs von Richelieu und Mutter von vier der Mätressen des Königs Ludwig XV.

## Leben
Armande Félice de La Porte Mazarin ist die Tochter von Paul Jules de La Porte, Duc de La Meilleraye, Duc de Mazarin, und Charlotte Félice Armande de Durfort-Duras († 27. Dezember 1730), die Enkelin von Armand-Charles de La Porte, Duc de La Meilleraye et de Mazarin, und Hortense Mancini und die Urgroßnichte von Kardinal Mazarin
Am 2. April 1709 heiratete sie in der Kapelle des Palais Mazarin Louis III. de Mailly (* 27. Februar 1689; † 25. Oktober 1764), Prince d’Orange. Das Paar bekam sechs Kinder, davon fünf Töchter, die als die Nesle-Schwestern bekannt wurden:
- Louise Julie (* 16. März 1710; † 30. März 1751[8]); ⚭ 31. Mai 1726 ihren Vetter Louis Alexandre, Comte de Mailly (* 1694; † 30. Juli 1748); ab 1733 war sie Maîtresse en titre von Ludwig XV., 1739 verlor sie diese Position an ihre Schwester Pauline, 1741 kehrte sie nochmals an den Hof zurück, aber wurde von dort 1742 auf Drängen ihrer Schwester Marie-Anne vertrieben.
- Sohn († 28. August 1711, 12 Tage alt, ohne einen Namen erhalten zu haben)
- Pauline Félicité (* 1. August 1712; † 9. September 1741[9]), genannt Mademoiselle de Nesle; sie gebar Ludwig XV. einen Sohn, Charles, welcher nicht als Kind des Königs anerkannt wurde; weil er Ludwig XV. aber sehr ähnlich gesehen haben soll, wurde Charles auch als Demi-Louis bekannt; Pauline starb wenige Tage nach seiner Geburt; ⚭ 28. September 1739[10] Jean-Baptiste Félix Hubert de Vintimille, Marquis de Vins, Comte de Luc et de Vintimille (* 23. Juli 1720; † 10. September 1777)
- Diane-Adélaïde (* 13. Januar 1714[11]; † 30. November 1769), genannt Mademoiselle de Montcavrel; ⚭ 23. Januar 1742[12] Louis II. de Brancas, Duc de Brancas, Villars et de Lauraguais, Pair de France (* 5. Mai 1714; † 10. Januar 1794)
- Hortense Félicité (* 11. Februar 1715; † 28. Dezember 1799), genannt Mademoiselle de Châlon; sie war aufgrund des Widerstands ihres Ehemanns die einzige der Schwestern, die das Bett nicht mit Ludwig XV. teilte; ⚭ 21. Januar 1739 François-Marie de Fouilleuse, Marquis de Flavacourt, 1744 Maréchal de camp
- Marie Anne (*Oktober 1717; † 8. Dezember 1744[13]), genannt Mademoiselle de Monchy, 1743/44 Duchesse de Châteauroux;[14] ⚭ 19. Juni 1734 Jean-Baptiste Louis de La Tournelle, Marquis de La Tournelle en Nivernais, Seigneur de Courancy, Chomard etc. († 23. November 1740)

Armande Félice de La Porte Mazarin war während der Régence für ihre Eskapaden berühmt. Zunächst hatte sie den Herzog von Richelieu als Geliebten, der jedoch noch eine weitere Geliebte hatte, die Vicomtesse de Polignac. Da Armande sich weigerte, ihren Geliebten zu teilen, fasste sie den Entschluss, die Vicomtesse zum Duell herauszufordern. Am 10. September 1718 kam es zu einem Pistolenkampf, bei dem sie an der Schulter verwundet wurde.
Armande fand nach dem Duell einen neuen Liebhaber in Louis IV. Henri de Bourbon, dem vierten Prince de Condé. Aus dieser Verbindung ging Henriette de Bourbon (* 23. April 1725 in Paris; † 11. September 1780 in der Abtei Notre-Dame de Beaumont-lès-Tours) hervor, genannt Mademoiselle du Monsel, nach ihrer Legitimierung (1. Oktober 1739, registriert 19. Dezember 1739) Mademoiselle de Verneuil; sie heiratete am 16. November 1740 in Paris, Pfarrei Saint Sulpice, Jean Roger de La Guiche, genannt Marquis de La Guiche, Comte de Sivignon, Lieutenant-général des Armées du Roi (1719–1770) heiratete.
Zwei Tage nach der Geburt von Henriette de Bourbon wurde Armande an den Hof gerufen, um zur gegebenen Zeit in den Dienst der neuen Königin von Frankreich, Maria Leszczyńska, zu treten.